# Raúl de Tomás
Raúl de Tomás Gómez (Madrid, 17 de octubre de 1994) es un futbolista español que juega de delantero en el Al-Wakrah S. C. de la Liga de fútbol de Catar.

## Trayectoria

### Inicios en el Real Madrid
Nacido en Madrid de madre dominicana, empezó a jugar en 2001 en la escuela de formación de futbolistas C. D. San Roque E. F. F. de su ciudad natal Madrid. Permaneció en el club hasta el año 2004 cuando se incorporaría al Alevín "B" del Real Madrid C. F.
Fue progresando por cada uno de los equipos inferiores del club con grandes registros goleadores. En la temporada 2011-12 anotó 31 goles con el primer juvenil del Real Madrid. De cara a la siguiente campaña promocionó al Real Madrid Castilla, que se encontraba en Segunda División, sin haber pasado por el Real Madrid C. F. "C". Debido a la gran competencia con la presencia de jugadores más veteranos como Jesé o Morata, acabó jugando más de una decena partidos en Segunda B con el Real Madrid "C", logrando ocho goles. Además se proclamó campeón de la Copa del Rey Juvenil en junio de 2013, marcando uno de los goles de la final. En la campaña 2013-14 ascendió definitivamente al Castilla, en donde anotó catorce tantos durante dos temporadas. Por otro lado, el 29 de octubre de 2014, debutó con el Real Madrid bajo las órdenes de Carlo Ancelotti en la eliminatoria de ida de los dieciseisavos de final de Copa del Rey frente a la Unió Esportiva Cornellà sustituyendo a Karim Benzema.

### Cesiones a Córdoba y Valladolid
El 31 de agosto de 2015 se unió al Córdoba Club de Fútbol cedido por una temporada. En el club cordobés logró seis goles en 27 partidos, sin llegar a ser un asiduo en las alineaciones de José Luis Oltra que prefería alinear a Andone y Xisco.
El 31 de agosto de 2016 el Real Valladolid Club de Fútbol lo incorporó el último día del mercado, también como cedido. En esta temporada mejoró su número de minutos, aunque le costó afianzarse en la titularidad debido a la presencia de José Arnaiz y Jaime Mata. De Tomás fue el máximo goleador con quince goles en 39 partidos (22 como titular).

### Cesión al Rayo Vallecano
El 1 de septiembre de 2017 el Rayo Vallecano de Madrid lo incorporó como su principal delantero en calidad de cedido. En la primera vuelta de La Liga, De Tomás logró marcar 7 goles en 12 partidos, que se incrementaron con tres tripletes en apenas dos meses frente al Lorca Fútbol Club, la Cultural Leonesa, y el CF Reus. Terminó la campaña con 24 goles, siendo la principal figura de la plantilla que logró el ascenso a Primera División.
A finales de agosto, el jugador renovó su contrato con el Real Madrid hasta 2023 y fue cedido, una temporada más, al Rayo Vallecano. El 22 de septiembre marcó su primer tanto en Primera División en la derrota ante el Alavés (1-5). El 11 de enero anotó un hat-trick en el triunfo ante el Celta de Vigo (4-2). El 28 de enero anotó el único tanto en la victoria ante el Alavés (0-1), que sacó momentáneamente del descenso al equipo madrileño. El 9 de marzo abrió el marcador en el Camp Nou con un gran disparo desde fuera del área en la posterior derrota ante el FC Barcelona (3-1).

### Benfica
El 3 de julio de 2019 el S. L. Benfica hizo oficial su incorporación para las siguientes cinco temporadas a cambio de 20 millones de euros.

### Espanyol
El 9 de enero de 2020 el R. C. D. Espanyol hizo oficial su fichaje hasta 2026 por 20 millones de euros más 2 en variables, siendo el fichaje más caro en la historia del club.
El 12 de enero, De Tomás hizo su debut con los Pericos sustituyendo a Jonathan Calleri en la Copa del Rey y marcó el gol del 0-2 contra el U. D. San Sebastián de los Reyes. En los siguientes 4 partidos de Liga, contra el Villarreal C. F., Athletic Club, Granada C. F. y R. C. D. Mallorca también lograría marcar un gol. A pesar de un buen comienzo, no anotó más hasta el final de la temporada, el Espanyol terminó último en el campeonato y descendió por primera vez desde 1994.
Durante el verano de 2020 circularon muchos rumores de fichajes sobre el jugador, codiciado por muchos clubes.

### Pase fallido en el mercado de pases y la vuelta al Rayo Vallecano
Durante el mercado de pases de mediados de 2022, el Rayo Vallecano y R. C. D. Espanyol no llegaron al acuerdo por insuficiente cifra monetaria, pero cuando lo hubo, ya era tarde por unos minutos. Finalmente el 13 de septiembre se hizo oficial su vuelta a Vallecas, aunque no podía jugar hasta enero al ser fichado fuera del periodo de inscripciones.
Durante la temporada 2024-25 apenas contó para el entrenador y tan solo participó en dos partidos de liga. Por ello, en julio de 2025 salió cedido al Al-Wakrah S. C. catarí.

## Selección nacional
Ha sido internacional con las categorías inferiores de la selección española (sub-17, sub-18 y sub-19), en las que ha logrado seis goles.
Fue convocado con la selección absoluta para los partidos de clasificación del Mundial 2022 contra Grecia y Suecia.

## Estadísticas

### Clubes
Actualizado al último partido disputado el 13 de abril de 2025.
| Club                           | Temporada     | Div.          | Liga  | Liga  | Liga   | Copas | Copas | Copas  | Internacional | Internacional | Internacional | Total | Total | Total  | Media goleadora |
| Club                           | Temporada     | Div.          | Part. | Goles | Asist. | Part. | Goles | Asist. | Part.         | Goles         | Asist.        | Part. | Goles | Asist. | Media goleadora |
| ------------------------------ | ------------- | ------------- | ----- | ----- | ------ | ----- | ----- | ------ | ------------- | ------------- | ------------- | ----- | ----- | ------ | --------------- |
| Real Madrid C. F. "C" · España | 2012-13       | 2.ª B         | 14    | 8     | 0      | —     | —     | —      | Inaccesibles  | Inaccesibles  | Inaccesibles  | 14    | 8     | 0      | 0.57            |
| Real Madrid C. F. "C" · España | 2013-14       | 2.ª B         | 1     | 0     | 0      | —     | —     | —      | Inaccesibles  | Inaccesibles  | Inaccesibles  | 1     | 0     | 0      | 0               |
| Real Madrid C. F. "C" · España | Total club    | Total club    | 15    | 8     | 0      | 0     | 0     | 0      | 0             | 0             | 0             | 15    | 8     | 0      | 0.53            |
| R. M. Castilla C. F. · España  | 2012-13       | 2.ª           | 7     | 0     | 0      | —     | —     | —      | Inaccesibles  | Inaccesibles  | Inaccesibles  | 7     | 0     | 0      | 0               |
| R. M. Castilla C. F. · España  | 2013-14       | 2.ª           | 27    | 7     | 2      | —     | —     | —      | Inaccesibles  | Inaccesibles  | Inaccesibles  | 27    | 7     | 2      | 0.26            |
| R. M. Castilla C. F. · España  | 2014-15       | 2.ª B         | 28    | 7     | 3      | —     | —     | —      | Inaccesibles  | Inaccesibles  | Inaccesibles  | 28    | 7     | 3      | 0.25            |
| R. M. Castilla C. F. · España  | Total club    | Total club    | 62    | 14    | 5      | 0     | 0     | 0      | 0             | 0             | 0             | 62    | 14    | 5      | 0.23            |
| Real Madrid C. F. · España     | 2014-15       | 1.ª           | 0     | 0     | 0      | 1     | 0     | 0      | 0             | 0             | 0             | 1     | 0     | 0      | 0               |
| Córdoba C. F. · España         | 2015-16       | 2.ª           | 26    | 6     | 2      | 1     | 0     | 0      | —             | —             | —             | 27    | 6     | 2      | 0.22            |
| Real Valladolid C. F. · España | 2016-17       | 2.ª           | 36    | 14    | 2      | 3     | 1     | 0      | —             | —             | —             | 39    | 15    | 2      | 0.38            |
| Rayo Vallecano · España        | 2017-18       | 2.ª           | 32    | 24    | 4      | 0     | 0     | 0      | —             | —             | —             | 32    | 24    | 4      | 0.75            |
| Rayo Vallecano · España        | 2018-19       | 1.ª           | 33    | 14    | 1      | 1     | 0     | 0      | —             | —             | —             | 34    | 14    | 1      | 0.41            |
| S. L. Benfica Portugal         | 2019-20       | 1.ª           | 7     | 0     | 0      | 6     | 2     | 1      | 4             | 1             | 0             | 17    | 3     | 1      | 0.18            |
| R. C. D. Espanyol · España     | 2019-20       | 1.ª           | 14    | 4     | 0      | 1     | 1     | 0      | —             | —             | —             | 15    | 5     | 0      | 0.33            |
| R. C. D. Espanyol · España     | 2020-21       | 2.ª           | 37    | 23    | 3      | 1     | 0     | 0      | —             | —             | —             | 38    | 23    | 3      | 0.61            |
| R. C. D. Espanyol · España     | 2021-22       | 1.ª           | 34    | 17    | 3      | 2     | 0     | 0      | —             | —             | —             | 36    | 17    | 3      | 0.47            |
| R. C. D. Espanyol · España     | Total club    | Total club    | 85    | 44    | 6      | 4     | 1     | 0      | 0             | 0             | 0             | 89    | 45    | 6      | 0.51            |
| Rayo Vallecano · España        | 2022-23       | 1.ª           | 19    | 4     | 0      | —     | —     | —      | —             | —             | —             | 19    | 4     | 0      | 0.21            |
| Rayo Vallecano · España        | 2023-24       | 1.ª           | 25    | 1     | 2      | 3     | 1     | 0      | —             | —             | —             | 28    | 2     | 2      | 0.07            |
| Rayo Vallecano · España        | 2024-25       | 1.ª           | 2     | 0     | 0      | 1     | 2     | 0      | —             | —             | —             | 3     | 2     | 0      | 0.67            |
| Rayo Vallecano · España        | Total club    | Total club    | 111   | 43    | 7      | 5     | 3     | 0      | 0             | 0             | 0             | 116   | 46    | 7      | 0.4             |
| Al-Wakrah S. C. Catar          | 2025-26       | 1.ª           | 0     | 0     | 0      | 0     | 0     | 0      | —             | —             | —             | 0     | 0     | 0      | 0               |
| Total carrera                  | Total carrera | Total carrera | 342   | 129   | 22     | 20    | 7     | 1      | 4             | 1             | 0             | 366   | 137   | 23     | 0.37            |
| 1. 2. 3.                       |               |               |       |       |        |       |       |        |               |               |               |       |       |        |                 |

### Hat-tricks
| 1 | 16 de diciembre de 2012 | Ciudad Real Madrid, Madrid            | Real Madrid C - Club Deportivo Marino         |  | 5 - 2 | Segunda División B de España 2012-13 |
| 2 | 27 de enero de 2018     | Estadio de Vallecas, Madrid           | Rayo Vallecano - Lorca F. C.                  |  | 5 - 1 | Segunda División de España 2017-18   |
| 3 | 18 de febrero de 2018   | Estadio Municipal Reino de León, León | Cultural Leonesa - Rayo Vallecano             |  | 2 - 3 | Segunda División de España 2017-18   |
| 4 | 18 de marzo de 2018     | Estadio de Vallecas, Madrid           | Rayo Vallecano - Club de Futbol Reus Deportiu |  | 3 - 2 | Segunda División de España 2017-18   |
| 5 | 11 de enero de 2019     | Estadio de Vallecas, Madrid           | Rayo Vallecano - Celta de Vigo                |  | 4 - 2 | Primera División de España 2018-19   |

## Palmarés

### Campeonatos nacionales
| Título                        | Club                     | Año  |
| ----------------------------- | ------------------------ | ---- |
| Copa (juvenil)                | Real Madrid C. F. Juv.   | 2013 |
| Campeonato de Liga (2.ª Div.) | Rayo Vallecano de Madrid | 2018 |
| Supercopa                     | S. L. Benfica            | 2019 |
| Campeonato de Liga (2.ª Div.) | R. C. D. Espanyol        | 2021 |

### Distinciones individuales
| Distinción                               | Año        |
| ---------------------------------------- | ---------- |
| Once de Bronce del Fútbol Draft          | 2013       |
| Mejor jugador del mes de la Liga 1\|2\|3 | 2018, 2018 |
| Trofeo Zarra (2.ª División)              | 2020-2021  |
| Trofeo Zarra                             | 2021-2022  |